# Nazir Ahmed, Baron Ahmed

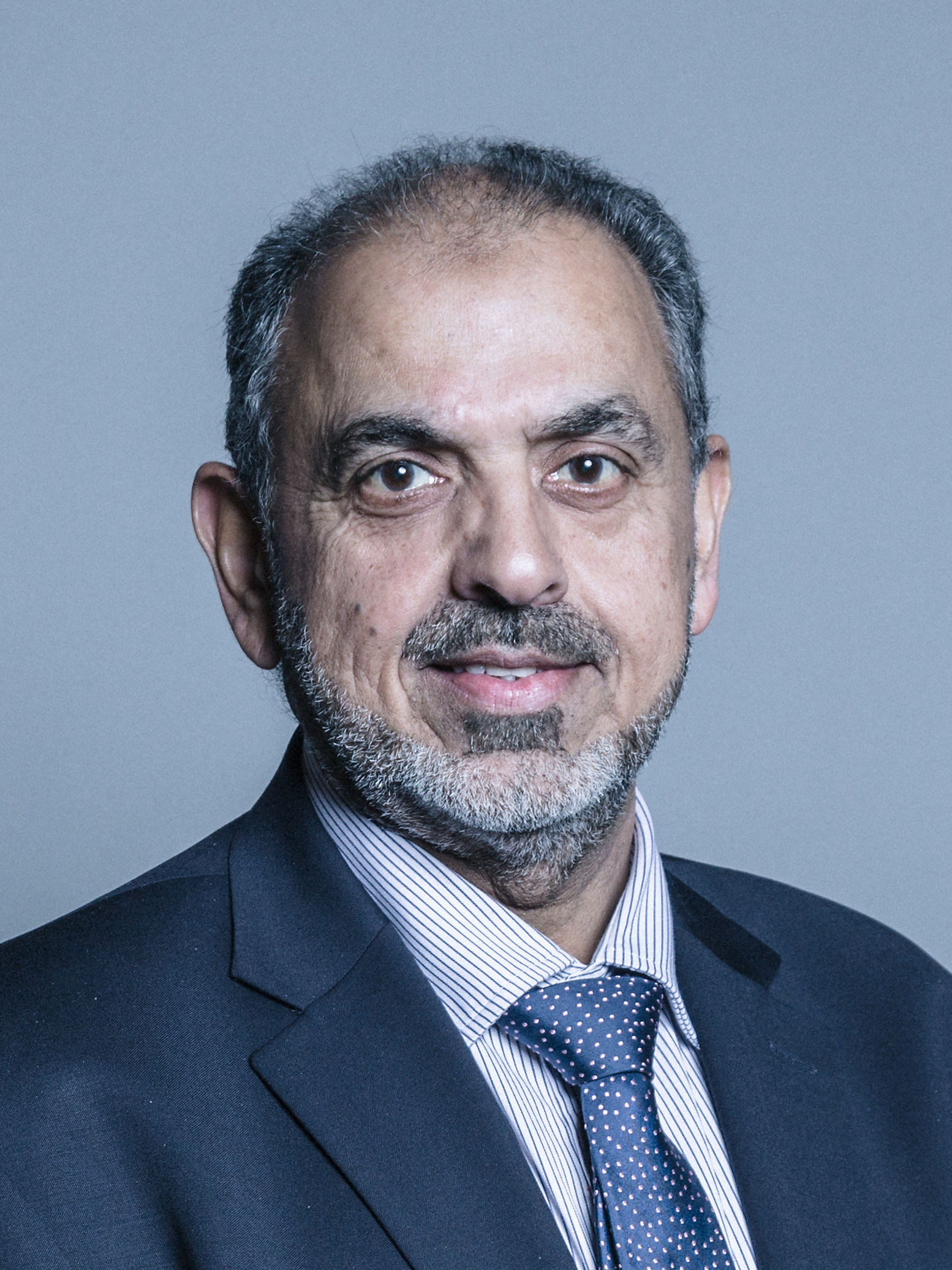
Nazir Ahmed, Baron Ahmed

Nazir Ahmed, Baron Ahmed (* 24. April 1958 in Mirpur, Asad Kaschmir, Pakistan) ist ein britischer Politiker (ehemals Labour) und Life Peer. Bis er mehrerer Sexualstraftaten überführt wurde, war er auch Mitglied des House of Lords.

## Leben
Ahmed wurde 1958 in Pakistan geboren; seine Eltern wanderten mit ihm nach Großbritannien aus, als er 11 war. Ahmed wuchs in Rotherham auf, wo er noch heute lebt.
Im Alter von 18 Jahren trat er der Labour-Partei bei. Er arbeitete als Geschäftsführer eines Ladens und einer Tankstelle. 1990 begann er seine politische Karriere als Ratsherr. Am 3. August 1998 wurde er auf Vorschlag des damaligen Premierministers Tony Blair als Life Peer ins House of Lords berufen und erhielt den Adelstitel Baron Ahmed, of Rotherham in the County of South Yorkshire. Er war einer der ersten Muslime, die einen britischen Adelstitel erhielten.
Dort veranstaltete er 2005 eine Buchvorstellung für den Antisemiten Israel Shamir. Nach eigenen antisemitischen Äußerungen verlor Baron Ahmed den Rückhalt seiner Partei und kam mit seinem Austritt einem Anhörungsverfahren zuvor.
Er ist verheiratet und hat drei Kinder.